# 상상인증권
상상인증권은 대한민국 서울특별시 영등포구 여의대로 108 파크원 타워 1 48 ~ 49층에 위치한 증권회사로 주식, 채권 및 파생 상품에 대한 중개 업무, 금융 투자 상품 판매·상담 서비스를 제공한다.

## 연혁
- 1954년 : 대유증권으로 설립
- 1988년 : 한국증권거래소 상장
- 1998년 : 대유리젠트증권으로 사명 변경
- 2000년 : 리젠트증권으로 사명 변경
- 2002년 : 일은증권과 합병 후 브릿지증권으로 재출범
- 2007년 : 골든브릿지투자증권으로 사명 변경
- 2019년 : 상상인증권으로 사명 변경
- 2022년 : 파크원으로 사옥 이전

## 영업점
- 강남금융센터: 서울특별시 강남구 테헤란로 424 삼성생명 대치타워 2층
- 부산: 부산광역시 부산진구 중앙대로 770 고촌빌딩 5층

## 같이 보기
- 상상인저축은행
- 상상인플러스저축은행